# Temriouk
Temriouk (en russe : Темрюк), est une ville du kraï de Krasnodar, en Russie, et le chef-lieu administratif du raïon de Temriouk. Sa population s'élevait à 38 386 habitants en 2013.

## Géographie
Temriouk est située dans la péninsule de Taman, sur la rive droite du fleuve Kouban, près de son embouchure sur la mer d'Azov, en bordure du liman de Kourtchanskaïa. Elle se trouve à 129 km à l'ouest de Krasnodar.

## Histoire

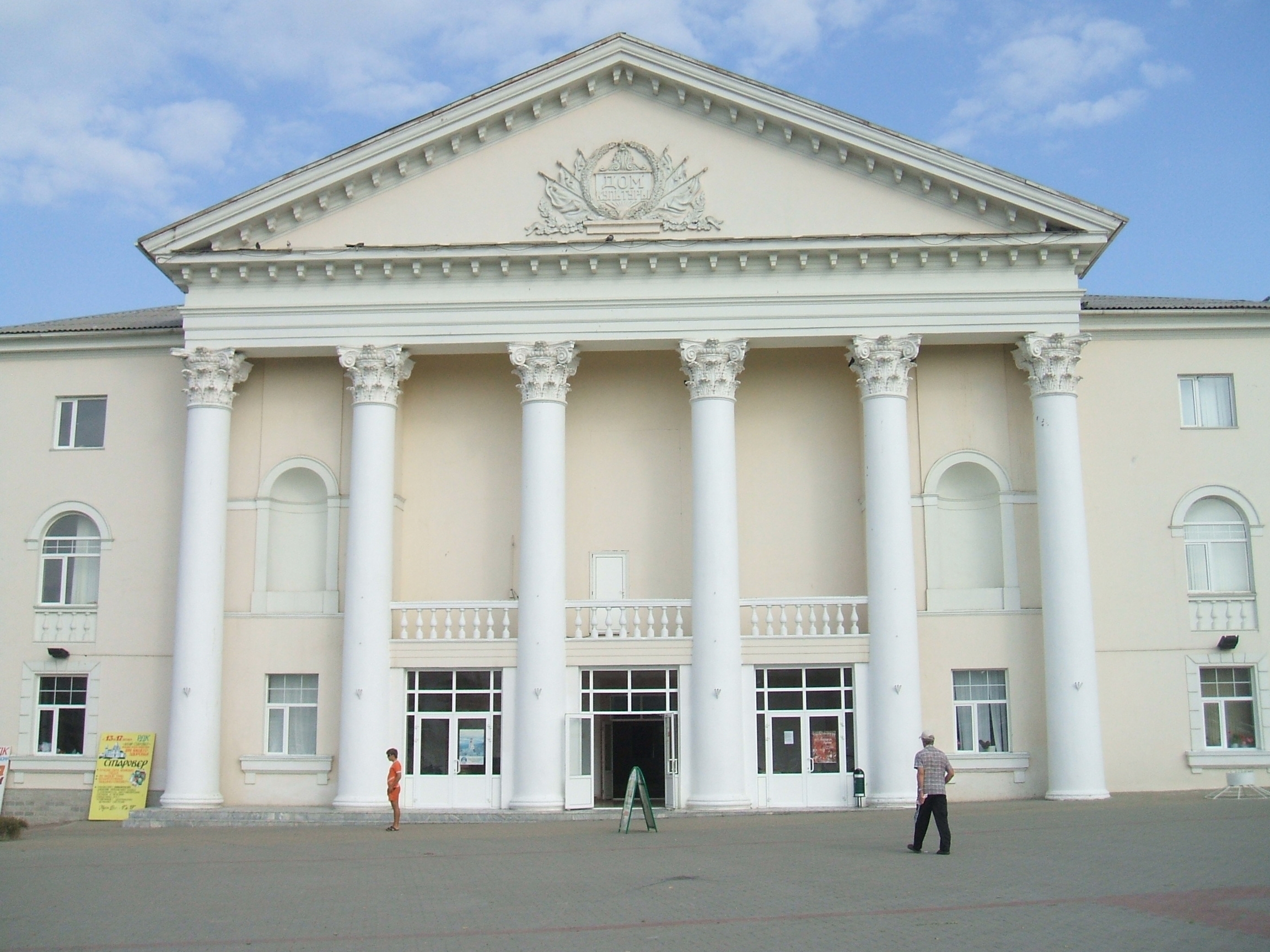
Façade de la maison de la Culture en 2009 avec son portique hexastyle corinthien

Temriouk est située près de l'ancien site de Tmoutarakan. Elle fut convoitée par diverses puissances car sa position commandait l'embouchure du fleuve Kouban. Son origine connue remonte au XIVe siècle alors que le site était occupé par une forteresse tatare nommée Toumnev, qui passa aux mains des marchands génois au XIVe siècle. Elle était connue sous le nom de Copa jusqu'à son occupation par le khanat de Crimée en 1483.
Alliés à un potentat local, Temriouk de Kabarda, les Russes s'en emparèrent et y construisirent une nouvelle forteresse. Les Tatars de Crimée la reprirent en 1570 et elle fut connue sous le nom d’Adis pendant un siècle. Au XVIIIe siècle, des Cosaques s'y établirent et leur stanitsa devint la ville de Temriouk en 1860.

## Population
Recensements (*) ou estimations de la population
| 1897*  | 1926*  | 1931   | 1939*  | 1959*  | 1970*  |
| ------ | ------ | ------ | ------ | ------ | ------ |
| 14 734 | 15 863 | 15 800 | 23 226 | 22 182 | 23 172 |

| 1979*  | 1989*  | 2002*  | 2010*  | 2012   | 2013   |
| ------ | ------ | ------ | ------ | ------ | ------ |
| 31 895 | 33 163 | 36 118 | 38 046 | 38 284 | 38 386 |

## Économie
Le port actuel de Temriouk se trouve à quatre kilomètres de la ville proprement dite. La pêche et les conserveries de poisson forment la base de l'économie locale, complétées par la transformation des produits agricoles (produits laitiers, vin), les matériaux de construction et la confection.

## Personnalités
- Eugène Pospolitaki